# Antonio Ambrosetti
Antonio Ambrosetti (Bari, 25 novembre 1944 – Venezia, 20 novembre 2020) è stato un matematico italiano.

## Biografia
Conseguì la laurea in matematica nel 1966 presso l'Università degli studi di Padova.  Fu professore ordinario di Analisi matematica presso la Scuola Normale Superiore di Pisa e la Scuola Internazionale Superiore di Studi Avanzati di Trieste, dove divenne infine professore emerito. Insegnò anche in altre università tra cui l'Università degli studi di Bologna, l'University of Chicago e il Politecnico Federale di Losanna EPFL. Fu Invited Speaker all'International Congress of Mathematicians, tenutosi a Varsavia nel 1983. Ricoprì la prestigiosa Cattedra Lagrange a Parigi nel 1991. Dal 1995 al 1999 fu membro del comitato direttivo dell'Istituto Nazionale di Alta Matematica.
Era Socio Nazionale dell'Accademia Nazionale dei Lincei, dell'Istituto Veneto di Lettere, Scienze ed Arti, dell'Accademia delle Scienze di Torino (dal 10 maggio 2006) e della European Academy of Sciences.

## Premi e riconoscimenti
- Premio Caccioppoli per la Matematica nel 1982[3]
- Laurea Honoris Causa dall'università Autonoma di Madrid (2005)[1]
- Premio Ferran Sunyer i Balaguer nel 2005[4]
- Premio Amerio nel 2007[1]

## Opere
- A primer of nonlinear analysis, Cambridge University Press, 1993 (con Giovanni Prodi) ISBN 0521485738;
- Periodic solutions of singular Lagrangian systems, Birkhäuser, 1993 (con Vittorio Coti Zelati) ISBN 0817636552;
- Perturbation methods and semilinear elliptic problems on Rn, Progress in Math., Birkhauser, No. 240,  2006 (con Andrea Malchiodi; questo libro ha ricevuto il premio Ferran Sunyer i Balaguer nel 2005) ISBN 3764373210;
- Nonlinear analysis and semilinear elliptic problems, Cambridge Studies in Advanced Mathematics No. 104, Cambridge University Press, 2007 (con Andrea Malchiodi) ISBN 3764373210.
- La matematica e l'esistenza di Dio, Lindau, 2009, ISBN 978-88-7180-816-1;
- Il fascino della matematica, Bollati Boringhieri, 2009 (questo saggio è stato uno dei 5 finalisti del Premio Galileo)